# Akkoord van New York

West-Nieuw-Guinea was tussen 1949 en 1962 een overzees gebiedsdeel van Nederland.

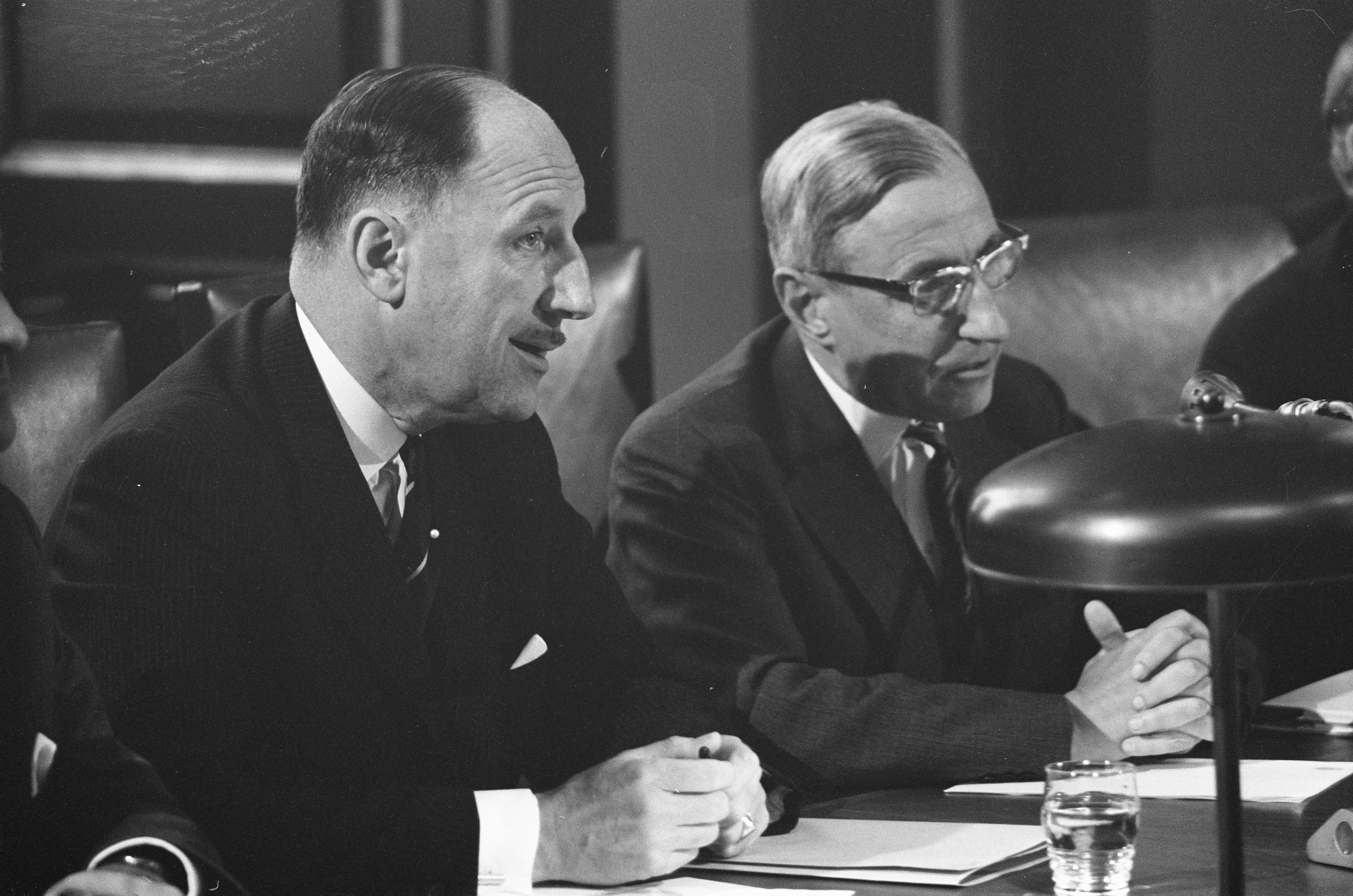
Tweede Kamer bijeen inzake het Nieuw-Guinea-akkoord op 6 september 1962. Links Joseph Luns, rechts Jan de Quay

Het Akkoord van New York was een verdrag dat tussen Nederland en Indonesië op 15 augustus 1962 werd getekend voor de overdracht van Nederlands-Nieuw-Guinea aan Indonesië.

## Voorgeschiedenis
Bij de overeenkomst van Linggadjati in 1946 werd de Nederlands-Indonesische Unie opgericht als een federatie en bij de overdracht van de voormalige Nederlandse koloniale gebieden was de status van Nederlands-Nieuw-Guinea al een twistpunt tussen de jonge republiek en Nederland. Ook bij de Rondetafelconferentie in 1949 kwam men niet tot een oplossing. Een jaar later werd Indonesië onder Soekarno een eenheidsstaat. Nieuw-Guinea bleef een Nederlands Overzees Rijksdeel.
De Nederlandse politiek was het er in de jaren die volgden veel aan gelegen om Nieuw-Guinea voor Nederland te behouden. In 1952 besloot het kabinet-Drees III dat Nieuw-Guinea onderdeel zou blijven van het koninkrijk en dat ze bleven streven naar het zelfbeschikkingsrecht voor de Papoea's. Hierdoor kon er dan ook geen sprake zijn van machtsoverdracht aan de Indonesische Republiek. De Nederlandse minister van Buitenlandse Zaken, Joseph Luns, zou deze politiek dan ook tot 1962 verdedigen namens het kabinet.

## Aanloop
Een belangrijke mogelijke bondgenoot van Nederland waren de Verenigde Staten en aanvankelijk steunden zij ook het Nederlands beleid, maar na de verkiezing van John F. Kennedy in 1960 kwam er een omslag in het beleid van Amerika en gingen zij Indonesië om wille van hun Koude Oorlog-politiek steunen met economische hulp en wapenleveranties. Nederland was ondertussen bang voor een Indonesische invasie en zette zich in voor versterking van de defensie van Nieuw-Guinea. Om die reden stuurde de regering het vliegdekschip Hr.Ms. Karel Doorman naar de regio. Dit was voor Soekarno reden om alle diplomatieke betrekkingen met Nederland te verbreken.
In 1961 besloot het kabinet-De Quay om van politiek te veranderen en aan te sturen op soevereiniteitsoverdracht aan de lokale bevolking met een tussenfase waarbij Nieuw-Guinea onder het bewind van de Verenigde Naties kwam te staan. Bij de Algemene Vergadering van de Verenigde Naties wist het plan niet de benodigde stemmen te krijgen en hierdoor werd de regering genoodzaakt om alsnog aan tafel te gaan met Indonesië.
De dreiging richting Nieuw-Guinea en het Nederlandse leger werd reëler toen Soekarno op 19 december 1961 de mobilisatie van zijn leger aankondigde en een paar dagen later ging het Nederlandse kabinet overstag om het gesprek aan te gaan met Indonesië. Op 25 en 26 februari 1962 bracht de Amerikaanse minister Robert Kennedy een bezoek aan Den Haag en drong er bij de regering op aan om te beginnen met die gesprekken.

## Onderhandelingen
Op 20 maart 1962 begonnen de eerste geheime agendabesprekingen tussen Nederland en Indonesië in het Amerikaanse Middleburg onder leiding van de diplomaat Ellsworth Bunker. Op 2 april overhandigde Bunker een conceptakkoord aan ambassadeur Herman van Roijen. Zowel Van Roijen als de regering protesteerde tegen dit voorstel omdat er te veel werd toegegeven aan Indonesië en er te weinig oog was voor de Nederlandse belangen. Op 24 mei werd er in de Tweede Kamer gedebatteerd over het voorstel van Bunker en uiteindelijk werden pas op 12 juli de onderhandelingen tussen de partijen hervat.
Op 31 juli lag er een nieuw voorstel klaar. In het nieuwe voorstel werd Nieuw-Guinea op 1 oktober 1962 overgedragen aan de VN om vervolgens op 1 mei 1963 deel uit te gaan maken van de republiek Indonesië en dat er te zijner tijd gestemd zou worden over het zelfbeschikkingsrecht van de Papoea's. Het kabinet besloot vervolgens op 15 augustus dat het akkoord ondertekend kon worden door Van Roijen. De ondertekening vond plaats in het hoofdkwartier van de Verenigde Naties in New York.